# HMS Ardent (H41)
Lo HMS Ardent (pennant number H41) fu un cacciatorpediniere della Royal Navy britannica, varato nel 1929 e appartenente alla classe A.
Operativo nel settore del mar Mediterraneo durante il periodo interbellico, il cacciatorpediniere fu impiegato nei primi mesi della seconda guerra mondiale come unità di scorta nelle acque delle Isole Britanniche, per poi partecipare a partire dall'aprile 1940 agli eventi della campagna di Norvegia; l'8 giugno 1940, mentre scortava la portaerei HMS Glorious diretta in patria, fu affondato dal tiro di unità navali tedesche durante gli eventi della cosiddetta "operazione Juno".

## Storia
Ordinata il 6 marzo 1928 ai cantieri della Scotts Shipbuilding and Engineering Company di Greenock, la nave fu impostata il 30 luglio 1928 e varata il 26 giugno 1929 con il nome di Ardent ("Ardente" in lingua inglese), settima unità della Royal Navy a portare questo nome; l'unità entrò poi in servizio il 14 marzo 1930 venendo assegnata alla 3rd Destroyer Flotilla della Mediterranean Fleet, ma in aprile dovette rientrare nei cantieri di Chatham Dockyard dopo aver riscontrato problemi a uno degli impianti di cannoni da 120 mm e non raggiunse la sua flottiglia a Malta prima del 19 maggio seguente. L'Ardent trascorse il periodo interbellico principalmente nelle acque del mar Mediterraneo, partecipando a svariate esercitazioni e crociere di visita nei porti della regione; a partire dal settembre 1936, il cacciatorpediniere fu inviato nelle acque della Spagna per svolgere missioni di contrasto al contrabbando di armi e di assistenza ai cittadini britannici durante gli eventi della guerra civile spagnola. Rientrata nel Regno Unito nel marzo 1937 per svolgere lavori di grande manutenzione (che compresero, tra le altre cose, l'installazione di un apparato ASDIC), l'unità rimase poi nelle acque di casa venendo ridotta a un ruolo di riserva con equipaggio ridotto, tranne una breve parentesi nel settembre 1938 quando fu portata alla piena condizione di guerra in ragione degli eventi della crisi dei Sudeti.
Mobilitato con il resto delle forze navali britanniche negli ultimi giorni dell'agosto 1939, allo scoppio della guerra nel settembre seguente l'Ardent fu assegnato alla 18th Destroyer Flotilla per operare come unità di scorta ai convogli navali nella zona del canale de La Manica e della Cornovaglia; tra i suoi primi incarichi, il cacciatorpediniere scortò il primo convoglio di truppe della British Expeditionary Force diretto in Francia. Il 29 settembre, mentre scortava il convoglio OA-7, l'Ardent prestò assistenza alla petroliera Teakwood, silurata e gravemente danneggiata dal sommergibile tedesco U-35, scortandola al sicuro a Falmouth dopo aver preso a bordo i feriti dell'equipaggio; il 30 gennaio 1940, invece, il cacciatorpediniere partecipò alla caccia del sommergibile tedesco U-55 al largo dell'isola di Ouessant, poi costretto ad emergere e infine affondato da alcuni aerei del Royal Air Force Coastal Command.
Dopo l'inizio della campagna di Norvegia, il 14 aprile 1940 l'Ardent fu trasferito in forza alla Home Fleet e salpò di scorta a un convoglio di truppe destinato al porto norvegese di Narvik. Dopo varie operazioni di scorta nelle acque norvegesi, ai primi di maggio l'unità dovette rientrare brevemente nel Regno Unito per lavori di riparazione alla cupola dell'apparato ASDIC, rimasta danneggiata in una collisione; rientrato in servizio il 22 maggio, l'Ardent scortò la nave trasporto truppe Ulster Prince diretta alle isole Fær Øer con a bordo rinforzi per la guarnigione britannica recentemente insediata nell'arcipelago. Il 29 maggio l'Ardent fu inviato nuovamente nelle acque della Norvegia settentrionale, in vista delle operazioni per l'evacuazione delle forze alleate dalla zona di Narvik (operazione Alphabet); la mattina dell'8 giugno l'Ardent, in coppia con il pari classe HMS Acasta, fu quindi distaccato dalla flotta per scortare la portaerei HMS Glorious diretta in patria per conto proprio. Navigando isolatamente, le tre navi britanniche incapparono alle 15:30 nelle navi da battaglia tedesche Scharnhorst e Gneisenau, salpate per dare la caccia a unità nemiche che navigassero isolate (operazione Juno); dopo aver provato a coprire la portaerei con una cortina fumogena, l'Ardent tentò di ingaggiare le unità nemiche con i suoi cannoni e di portarsi a distanza utile per lanciare una salva di siluri, ma fu ripetutamente colpito dal tiro dell'artiglieria secondaria delle due navi tedesche riportando gravi danni.
Colpito più volte e in preda a vasti incendi, il cacciatorpediniere si capovolse alle 17:45 e affondò nella posizione 68° 45' N, 4° 30' E. Tutto l'equipaggio andò perduto con l'unità tranne che per due uomini, recuperati cinque giorni dopo da un aereo tedesco; uno dei naufraghi spirò in ospedale alcuni giorni dopo, lasciando il marinaio Roger Hooke come unico superstite della ciurma dell'Ardent: dopo aver trascorso più di due anni in prigionia, Hooke fu rimpatriato nel 1943 durante uno scambio di prigionieri malati con i tedeschi.